# Hypsopanchax
Hypsopanchax es un género de peces actinopeterigios de agua dulce, distribuidos por ríos de África.

## Especies
Existen seis especies reconocidas en este género:
- Hypsopanchax catenatus Radda, 1981
- Hypsopanchax jobaerti Poll y Lambert, 1965
- Hypsopanchax jubbi Poll y Lambert, 1965
- Hypsopanchax platysternus (Nichols y Griscom, 1917)
- Hypsopanchax stiassnyae van der Zee, Sonnenberg, y Mbimbi Mayi Munene, 2015.[4]
- Hypsopanchax zebra (Pellegrin, 1929)